# Гудолл, Стэнли Вернон
Гудолл Стэнли Вернон (англ. Stanley Vernon Goodall; 18 апреля 1883, Лондон — 24 февраля 1965, Лондон) — британский инженер-кораблестроитель, в 1936—1944 годах занимал пост главного строителя Королевского флота. Под его руководством были разработаны проекты линейных кораблей типов «Кинг Джордж V» и «Вэнгард», авианосцев типов «Илластриес», «Имплакабл», «Колоссус», «Маджестик», лёгких крейсеров «Фиджи», «Дидо», «Свифтшур» и «Тайгер», а также множество проектов малых кораблей.